# ウェディングピーチ クリスマスCD
『ウェディングピーチ クリスマスCD』（副タイトル：X’max Dream）は、FURIL'（氷上恭子・宮村優子・野上ゆかな ・今井由香）の4thシングル（非売品）である。1996年12月21日にケイエスエスより発行。クリスマスソングを4曲収録している。

## 概要
- ディスクジャケットの背面には「Message for you♡」を書き入れたものもある。

## 収録曲
1. ジングル・ベル
2. ホワイト・クリスマス
3. 赤鼻のトナカイ
4. きよしこの夜